# Secret médical en France
 (mars 2015).
 (mars 2015).
Cet article décrit les dispositions légales concernant le secret médical en France.

## Introduction
Le législateur français considère le secret médical comme droit donné à un individu de maîtriser les données médicales le concernant. L'ensemble des acteurs médicaux et paramédicaux sont tenus à la confidentialité des informations médicales concernant les patients dont ils ont directement ou indirectement connaissance.
C'est en 1810 que le code pénal (CP) officialise le secret en le liant au corps médical.
Refondu par les lois du 22 juillet 1992, le nouveau code pénal (en vigueur depuis le 1er mars 1994) a introduit les articles 226-13 et 226-14 concernant l'obligation du secret.
Les modalités du secret sont précisées dans le code de déontologie médicale dans ses différentes versions.
La loi Kouchner du 4 mars 2002, relative aux droits des malades, apporte d'importants bouleversements en plaçant le malade au centre de toutes les décisions qui le concernent.

## Articles

### Extraits de laloi Kouchner de mars 2002
- L'article L1110-4 du code de la santé publique (CSP) dispose :

« Toute personne prise en charge par un professionnel, un établissement, un réseau de santé ou tout autre organisme participant à la prévention et aux soins a droit au respect de sa vie privée et du secret des informations la concernant.

Excepté dans les cas de dérogation, expressément prévus par la loi, ce secret couvre l'ensemble des informations concernant la personne venues à la connaissance du professionnel de santé, de tout membre du personnel de ces établissements ou organismes et de toute autre personne en relation, de par ses activités, avec ces établissements ou organismes. Il s'impose à tout professionnel de santé, ainsi qu'à tous les professionnels intervenant dans le système de santé.
Deux ou plusieurs professionnels de santé peuvent toutefois, sauf opposition de la personne dûment avertie, échanger des informations relatives à une même personne prise en charge, afin d'assurer la continuité des soins ou de déterminer la meilleure prise en charge sanitaire possible. Lorsque la personne est prise en charge par une équipe de soins dans un établissement de santé, les informations la concernant sont réputées confiées par le malade à l'ensemble de l'équipe.
Afin de garantir la confidentialité des informations médicales mentionnées aux alinéas précédents, leur conservation sur support informatique, comme leur transmission par voie électronique entre professionnels, sont soumises à des règles définies par décret en Conseil d’État pris après avis public et motivé de la Commission nationale de l'informatique et des libertés. Ce décret détermine les cas où l'utilisation de la carte professionnelle de santé mentionnée au dernier alinéa de l'art. L161-33 du code de la sécurité sociale (CSS) est obligatoire.
Le fait d'obtenir ou de tenter d'obtenir la communication de ces informations en violation du présent article est puni d'un an d'emprisonnement et de 15 000 EUR d'amende.
En cas de diagnostic ou de pronostic grave, le secret médical ne s'oppose pas à ce que la famille, les proches de la personne malade ou la personne de confiance définie à l'art. L1111-6 reçoivent les informations nécessaires destinées à leur permettre d'apporter un soutien direct à celle-ci, sauf opposition de sa part.

Le secret médical ne fait pas obstacle à ce que les informations concernant une personne décédée soient délivrées à ses ayants droit, dans la mesure où elles leur sont nécessaires pour leur permettre de connaître les causes de la mort, de défendre la mémoire du défunt ou de faire valoir leurs droits, sauf volonté contraire exprimée par la personne avant son décès. »
— Article L1110-4 du Code de la santé publique
Le texte prévoit des dérogations, la communication d'informations à des proches, et la possibilité d'échange d'informations entre professionnels de santé.
- L'article L1111-6 du code de la santé publique dispose :

« Toute personne majeure peut désigner une personne de confiance qui peut être un parent, un proche ou le médecin traitant, et qui sera consultée au cas où elle-même serait hors d'état d'exprimer sa volonté et de recevoir l'information nécessaire à cette fin. Cette désignation est faite par écrit. Elle est révocable à tout moment. Si le malade le souhaite, la personne de confiance l'accompagne dans ses démarches et assiste aux entretiens médicaux afin de l'aider dans ses décisions.

Lors de toute hospitalisation dans un établissement de santé, il est proposé au malade de désigner une personne de confiance dans les conditions prévues à l'alinéa précédent. Cette désignation est valable pour la durée de l'hospitalisation, à moins que le malade n'en dispose autrement.

Les dispositions du présent article ne s'appliquent pas lorsqu'une mesure de tutelle est ordonnée. Toutefois, le juge des tutelles peut, dans cette hypothèse, soit confirmer la mission de la personne de confiance antérieurement désignée, soit révoquer la désignation de celle-ci. »
— Article L1111-6 du Code de la santé publique
Le délit de violation du secret est constitué par son caractère intentionnel même si l'intention n'en est pas malveillante.

### Extraits du code de déontologie médicale (art. R4127-1 à R4127-112 CSP)
- L'article R4127-4 CSP dispose :

« Le secret professionnel institué dans l'intérêt des patients s'impose à tout médecin dans les conditions établies par la loi.

Le secret couvre tout ce qui est venu à la connaissance du médecin dans l'exercice de sa profession, c'est-à-dire non seulement ce qui lui a été confié, mais aussi ce qu'il a vu, entendu ou compris. »
— Article R4127-4 du Code de la santé publique
- L'article R4127-35 CSP dispose :

« Un pronostic fatal ne doit être révélé qu'avec circonspection, mais les proches doivent en être prévenus, sauf exception ou si le malade a préalablement interdit cette révélation ou désigné les tiers auxquels elle doit être faite. »
— Article R4127-35 du Code de la santé publique

### Extraits du code pénal
- L'article 226-13 du code pénal dispose :

« La révélation d'une information à caractère secret par une personne qui en est dépositaire soit par état ou par profession, soit en raison d'une fonction ou d'une mission temporaire, est punie d'un an d'emprisonnement et de 15000 euros d'amende. »
— Article 226-13 du Code pénal
- L'article 226-14 du code pénal dispose :

« L'art. 226-13 n'est pas applicable dans les cas où la loi impose ou autorise la révélation du secret. En outre, il n'est pas applicable :
1. À celui qui informe les autorités judiciaires, médicales ou administratives de privations ou de sévices, y compris lorsqu'il s'agit d'atteintes ou mutilations sexuelles, dont il a eu connaissance et qui ont été infligées à un mineur ou à une personne qui n'est pas en mesure de se protéger en raison de son âge ou de son incapacité physique ou psychique ;
2. Au médecin qui, avec l'accord de la victime, porte à la connaissance du procureur de la République les sévices ou privations qu'il a constatés, sur le plan physique ou psychique, dans l'exercice de sa profession et qui lui permettent de présumer que des violences physiques, sexuelles ou psychiques de toute nature ont été commises. Lorsque la victime est un mineur ou une personne qui n'est pas en mesure de se protéger en raison de son âge ou de son incapacité physique ou psychique, son accord n'est pas nécessaire ;
3. Aux professionnels de la santé ou de l'action sociale qui informent le préfet et, à Paris, le préfet de police du caractère dangereux pour elles-mêmes ou pour autrui des personnes qui les consultent et dont ils savent qu'elles détiennent une arme ou qu'elles ont manifesté leur intention d'en acquérir une.

Le signalement aux autorités compétentes effectué dans les conditions prévues au présent art. ne peut faire l'objet d'aucune sanction disciplinaire. »
— Article 226-14 du Code pénal

### Extrait du code de la sécurité sociale
- L'article L161-36-1 A du code de la sécurité sociale créé par loi no 2004-810 du 13 août 2004, pose les mêmes règles que l'art. L1110-4 CSP.

## Secret médical et compagnies d'assurances
Le secret médical n'est pas partageable entre le médecin traitant et le médecin d'une compagnie d'assurance, c’est-à-dire que le médecin traitant doit refuser de répondre à une compagnie d'assurance qui lui demanderait un diagnostic ou des renseignements médicaux, même en cas de décès. En conséquence, les questionnaires de santé demandés par les compagnies d'assurances, pour évaluer un risque ou un dommage indemnisable, ne doivent pas être remplis par le médecin traitant mais par l'intéressé lui-même. L'intéressé peut demander par contre au médecin traitant copie de tout document médical utile. En cas de décès, le médecin traitant peut délivrer un certificat médical indiquant, sans qu'il soit besoin de préciser quelle fut la maladie en cause, que la mort a une cause naturelle et étrangère aux risques exclus par la police d'assurance (Cour d'appel de Paris, 02/02/1962). 
Lors de la conclusion d'un contrat, l'assuré est tenu d'une obligation d'information et peut se voir remettre un questionnaire de santé. Cette obligation pouvait induire des refus quant à l'octroi d'une assurance ou au paiement de surprimes. Depuis février 2017, les personnes ayant été atteinte d'un cancer peuvent faire prévaloir leur droit à l'oubli après 10 ans de rémission, délai qui est de 5 ans pour les cancers survenus avant l’âge de 21 ans.

## Dérogations légales au secret médical

### Dérogations obligatoires
- La déclaration des naissances (art. 56 du code civil),
- La déclaration des décès (art. L2223-42 du Code général des collectivités territoriales),
- Les maladies contagieuses à déclaration obligatoire (art. L3113-1 CSP),
- Les toxicomanies, dans certaines circonstances,
- Les alcooliques présumés dangereux (art. L355-2 CSP),
- La déclaration des interruptions volontaires de grossesse (sans l'identité de la patiente),
- Les certificats médicaux d’accident du travail et de maladie professionnelle (art. L441-6 et L461-5 CSS),
- L'internement pour raison psychiatrique : hospitalisation à la demande d’un tiers, hospitalisation d’office (art. L3212-1 à L3213-10 CSP),
- Les pensions militaires d'invalidité (loi no  55-360 du 3 avril 1955),
- Les pensions civiles et militaires de retraite (art. L31 du code des pensions militaires d'invalidité et des victimes de la guerre),
- Les certificats de santé des enfants,
- Les certificats de vaccination,
- Les incapables majeurs (art. 490 du code civil ; art. L3211-6 CSP),
- Lutte contre le dopage (loi no  99-223 du 23 mars 1999),
- Contamination transfusionnelle par le virus d’immunodéficience humaine (VIH), dans un cadre précis ayant pour but l'indemnisation de la victime,
- Prévention et maîtrise des risques graves pour la santé humaine (art. L1413-5 CSP) : communication de toute information à l’Institut de veille sanitaire,
- Signalement de grève de la faim chez un détenu, dans des conditions particulières,
- Au centre de rétentions administratives, concernant les immigrés en situation irrégulière : obligation d'indiquer les pathologies contre-indiquant le retour au pays d’origine.
- Le médecin requis (garde à vue, constat de décès) : il est tenu de déférer à réquisition (art. R642-1 du Code pénal). Il devra rédiger un certificat se prononçant sur la compatibilité de l'état de santé de l'intéressé avec la garde à vue dans les locaux de la police ou de la gendarmerie, en émettant éventuellement des réserves sans pour autant révéler des informations d'ordre médical,
- Le médecin contrôleur : il est tenu au secret envers l'administration ou l'organisme qui fait appel à ses services. Il ne peut et ne doit lui fournir que ses conclusions sur le plan administratif, sans indiquer les raisons d'ordre médical qui les motivent (art. R4127-104 CSP).
- Le médecin expert : comme le médecin requis il n'est délié du secret que dans le cadre strict de sa mission (art. R4127-108 CSP).
- Par définition, le secret médical ne concerne pas le patient lui-même, s'il est majeur et capable.

### Dérogations facultatives

#### Issues de l’art. 226-14 CP
- Les privations ou sévices infligés à un mineur de 15 ans ou à une personne incapable de se protéger. Malgré le caractère facultatif de ces dérogations, l'absence de dénonciation expose le médecin à l'art. 223-6 CP (non-assistance à personne en péril). Celui-ci a le devoir de prévenir le procureur de la République, le médecin de la protection materno-infantile ou le service de l’aide sociale à l’enfance,
- Concernant les médecins, les sévices ou privations constatés et lui permettant de présumer des violences physiques, sexuelles ou psychiques. Le signalement au procureur de la République n'est possible qu'avec l'accord de la victime,
- Concernant les professionnels de la santé ou de l'action sociale, les personnes dangereuses pour elles-mêmes ou pour autrui et détenant une arme ou en ayant manifesté l’intention.

#### Autres situations
- Les toxicomanies, qui entrent dans le cadre des dérogations obligatoires et facultatives,
- L'analyse de l'activité des établissements de santé, publics ou privés (art. L6113-7 CSP) : transmission par les praticiens exerçant dans ces établissements, de données médicales nominatives nécessaires à l'analyse de l'activité au médecin responsable de l'information médicale pour l'établissement,
- La recherche dans le domaine de la santé (loi no 94-548 du 1er juillet 1994) : traitements automatisés de données nominatives,
- L'accès aux informations médicales par les médecins membres de l'inspection générale des affaires sociales, les médecins inspecteurs de santé publique, les inspecteurs de l'agence régionale de santé ayant la qualité de médecin et les médecins conseils des organismes d'assurance maladie, lorsqu'elles sont nécessaires à l'exercice de leurs missions (art. L1112-1 CSP),
- Le médecin mis en cause, par exemple dans une procédure de responsabilité médicale est autorisé à révéler avec prudence les informations médicales susceptibles d’instruire cette procédure. En effet, le droit à la défense est prioritaire devant le droit au secret.
- L’assurance-vie : le médecin est tenu au strict secret vis-à-vis de la compagnie mais il peut toutefois remettre aux ayants droit d'une personne décédée un certificat mentionnant que la cause de la mort d'un assuré est étrangère à une clause d'exclusion de sa police (aucune évocation diagnostique ne doit y apparaître),
- La rente viagère (art. 1968 à 1976 du code civil) : en cas de litige portant sur la nullité du contrat à la suite du décès dans les vingt jours de la date de signature de la personne qui reçoit la rente, le médecin peut délivrer un certificat pour dire si l'affection qui a entraîné la mort existait à la date de la signature du contrat.
- Le testament : en cas de litige concernant les facultés mentales du testateur au moment de la signature, le médecin peut témoigner,
- Le médecin appelé à témoigner devant un tribunal correctionnel ou aux assises doit théoriquement se retrancher derrière le secret. Nul ne peut l'en délier, ni le juge, ni même le patient lui-même. En effet, le secret est strictement encadré par la loi et il est absolu. Il n'est pas la propriété du patient ni celle du médecin qui n'en est que le dépositaire.

### Dérogations issues de la loino2002-303 du 4 mars 2002
- L’art. L1110-4 alinéas 2 et 3 CSP admet la notion de secret partagé par une équipe soignante.
Par extension, sont admis à partager une partie du secret, les médecins des organismes sociaux, afin de permettre aux assurés un remboursement des prestations.
- Par ailleurs, l’art. L1111-6 a introduit la notion de personne de confiance et l’art. L1110-4 alinéa 6 a autorisé celle-ci à recevoir les informations nécessaires destinées à permettre d'apporter un soutien direct au patient en cas de diagnostic ou de pronostic grave.
- Enfin, l’art. L1110-4 alinéa 7 ; s’agissant d’une personne décédée, cet article a défini trois motifs de dérogations du secret vis-à-vis des ayants droit, à savoir : connaître les causes de la mort, défendre la mémoire du défunt ou faire valoir leurs droits, sauf volonté contraire exprimée par la personne avant son décès (il faut rappeler que le secret persiste après la mort).

### Dérogation issue de la loino2020-936 du 30 juillet 2020
En 2020, la loi a évolué dans le sens d'une permission donnée aux médecins et autres praticiens d'aller à l'encontre du principe de secret pour briser le silence au sujet des violences de couple marié, pacsé, concubin, cohabitant ou non subies par leur patientèle. Ce signalement à leur libre appréciation peut se faire même sans l'accord de la personne concernée mais ne constitue qu'une dérogation facultative. La nouvelle possibilité nécessite que la vie de la personne soit en danger immédiat, car c'est ce danger qu'il s'agit d'indiquer, qu'elle soit sous emprise psychique et que le praticien s'efforce néanmoins de recueillir son accord, en l'absence duquel il peut, à titre facultatif, concrétiser la dérogation au secret, mais doit en informer la personne. Jusque-là, selon ce que disposait l'article 226-14 du Code pénal, en effet, un professionnel de santé pouvait déroger au secret médical pour signaler au procureur de la République ou à la cellule de recueil, de traitement et d'évaluation des informations préoccupantes relatives aux mineurs en danger ou qui risquent de l'être (CRIP) tous faits de violences, à condition de recueillir l'accord de la victime, sauf lorsque cette personne était mineure ou n'était pas en mesure de se protéger en raison de son âge ou encore de son incapacité physique ou psychique. La législation actuelle vient répondre de façon claire et en mentionnant explicitement les violences de couple à la question d'ordre juridique qui se posait, dans certains cas, de savoir si une victime par ailleurs majeure capable était en mesure de collaborer à sa propre protection jugée nécessaire, en raison de l'ascendant moral fabriqué par l’auteur des faits. Un vademecum a expliqué l'évolution. Il n'y a pas de délit de non-assistance à personne en danger ici. Le caractère facultatif de la dérogation reste un point faible.